# Corinne Drewery
Corinne Drewery (21 september 1959, Nottingham) is een Brits zangeres, songschrijfster en modeontwerpster. Ze is de frontvrouw van Swing Out Sister.

## Biografie
Drewery is opgegroeid in Nottingham en Authorpe, Lincolnshire. Haar vader stond als muzikant in het voorprogramma van artiesten als Tom Jones en Sandie Shaw. Zelf is ze beïnvloed door de Northern soul-scene. In 1976 verhuisde Drewery naar Londen om een modeopleiding te volgen aan de Central Saint Martins College of Art and Design. Ze werd uiteindelijk modeontwerpster en was kortstondig zangeres van bands als Working Week. Na haar vertrek aldaar in 1984 ontmoette ze Andy Connell en Martin Jackson; samen richtten ze Swing Out Sister en scoorden ze hits als Breakout en Surrender. Surrender behaalde de top 10 in Nederland. Tegenwoordig bestaat Swing Out Sister in de kern uit Drewery en Connell, en zijn ze vooral in Japan populair. Eind 2017 verscheen via Pledge Music het nieuwe album Almost persuaded. In juni 2018 is het album wereldwijd verschenen op cd en ook op vinyl.